# 허인창
허인창(1979년 5월 3일 ~ )은 대한민국의 래퍼이다. 현재 그레이트5레코드 소속이며, B.N.R.이라는 팀의 前 멤버이기도 하다.

## 바이오그래피
허인창은 1997년 11월 X-Teen의 일원으로 데뷔하였으며, 특유의 속사포 랩으로 많은 반향을 얻었다. 또한, X-Teen의 주도로 만들어진 많은 대한민국 컴필레이션 앨범에 참여하여 2000년도의 한국 힙합 씬을 이끄는 주역 중에 하나가 되었다. 이후 X-Teen의 해체와 함께 잠시 활동이 위축되었으나 꾸준히 가요의 랩 피쳐링으로 모습을 보였으며, 2002년에는 후니훈과 함께 "Soul-A-Beat"라는 이름의 프로젝트 팀을 결성하여 매니아들에게 좋은 평을 받았다. 2005년에는 당시 이효리 1집에 곡들을 제공하여 인기를 얻었던 작곡가 김도현과 함께 디지털 싱글 Slow를 발표하였다. 이 싱글에서 그는 일전의 빠른 랩의 이미지에서 탈피하여 느린 랩을 선보였다.
그리고 2006년에는 음악 그룹 하우스룰즈 1집 활동 시 객원 래퍼로 활동하였으며 2008년, 자신의 레이블 그레이트5레코드를 세우고 공식 1집을 발표하였다. 공식 1집을 통해 과거 신화의 김동완과 MC몽과 BOB이라는 그룹을 결성하려 했다는 사실이 알려져 화제가 되기도 했다.
현재 그는 브랜뉴 스타덤에서 파생된 레이블 브랜뉴뮤직 소속이며, 프로듀서 MasterKey와 함께 듀오 B.N.R.을 결성하였다. 이 팀은 2010년 10월 디지털 싱글을 하나 발표하였으며, 원래 조PD가 작업하려던 곡을 허인창이 작업하게 된 것으로 화제가 되기도 하였다. 이들의 신곡은 2011년 10월에야 나왔으며, 솔로로써의 가장 최근 활동은 2011년 7월 "1세대 콘서트" 무대에 오른 것이 있다. 이후 2012년에는 버벌 진트와 함께 드라마 《골든 타임》의 OST에 참여하였다. 2010년 경부터는 대중 작사가로 활동을 시작하여 김동희의 〈내일 다시 말해요〉를 시작으로 레이디 제인의 〈이별 뭐 별거야〉, 서인국의 Broken, 나윤권의 〈아름다워〉, 유키스의 〈도라도라〉 등의 작사 크레딧에 이름을 올렸다.
2013년에는 2005년 발표했던 〈후회〉를 리부트하여 싱글로 발표하는 한편, Chang.E로 이름을 바꾼 Master Chang과 재결합을 통해 새로운 X-Teen을 결성, 〈반전〉을 리메이크한 〈반전 2013〉의 티저를 공개하며 X-Teen이 곧 컴백할 것을 예고하였다. 또 6월 방송 시작한 《쇼미더머니》 시즌 2에 도전자 자격으로 출연하였으나 2차 예선에서 붙은 투게더 브라더스의 지조에게 패배하여 탈락하였다. 당시 탈락 이유에 대해 MC 메타는 "요즘 랩을 해야한다"며 "스타일을 건드리기엔 너무 성장한 자신의 색깔이 있다"라고 설명하였는데 이에 대해 허인창은 자신의 트위터에 대해 "그런 얼토 당토한 말로 선을 긋는 옛날 마인드나 좀 버리시지"라고 반응하여 논란이 되었다. 파장이 커지자 허인창은 다시 자신의 트위터를 통해 "방송이후 이렇게 관심을 받고있다라는걸 미처 몰랐"다며 "방송멘트란걸 이해하지만 제입장도 존중해서 신중해서 말씀해줬으면 어땠을까 하는 안타까움"이 있다고 덧붙였다. 이후 그가 방송에서 하였던 랩의 가사 중 일부인 "무한의 바다"는 매니아들 사이에서 그를 조롱하는 의미로 사용되었으며, 아이러니하게도 8월 1일 X-Teen의 새 싱글 《무한의 바다》의 모티브가 되었다.
대표곡: 후회, 우리 셋, 달려

## 디스코그래피
- 2005년 6월 18일 Slow 디지털 싱글
- 2008년 9월 8일 Again
- 2009년 3월 5일 밥먹고 올께 디지털 싱글
- 2014년 5월 14일 무한의 마이크 디지털 싱글
- 2014년 7월 28일 그러든지 말든지 디지털 싱글
- 2015년 2월 4일 이 계절의 맛 디지털 싱글
- 2015년 10월 26일 허인창이 아니지 디지털 싱글
- 2015년 12월 23일 At The Corner 디지털 싱글
- 2016년 2월 5일 졸업 디지털 싱글
- 2016년 4월 1일 Challenge 디지털 싱글
- 2016년 6월 3일 어깨춤 디지털 싱글